# Cantón de Morcenx
El cantón de Morcenx era una división administrativa francesa, que estaba situada en el departamento de Landas y la región de Aquitania.

## Composición
El cantón estaba formado por nueve comunas:
- Arengosse
- Arjuzanx
- Garrosse
- Lesperon
- Morcenx
- Onesse-Laharie
- Ousse-Suzan
- Sindères
- Ygos-Saint-Saturnin

## Supresión del cantón de Morcenx
En aplicación del Decreto nº 2014-181 de 18 de febrero de 2014, el cantón de Morcenx fue suprimido el 22 de marzo de 2015 y sus 9 comunas pasaron a formar parte del nuevo cantón de País Morcense-Tarusate.